# Lacaune
Lacaune é uma comuna francesa na região administrativa de Occitânia, no departamento de Tarn. Estende-se por uma área de 91,36 km². Em 2010 a comuna tinha 2 560 habitantes (densidade: 28 hab./km²).

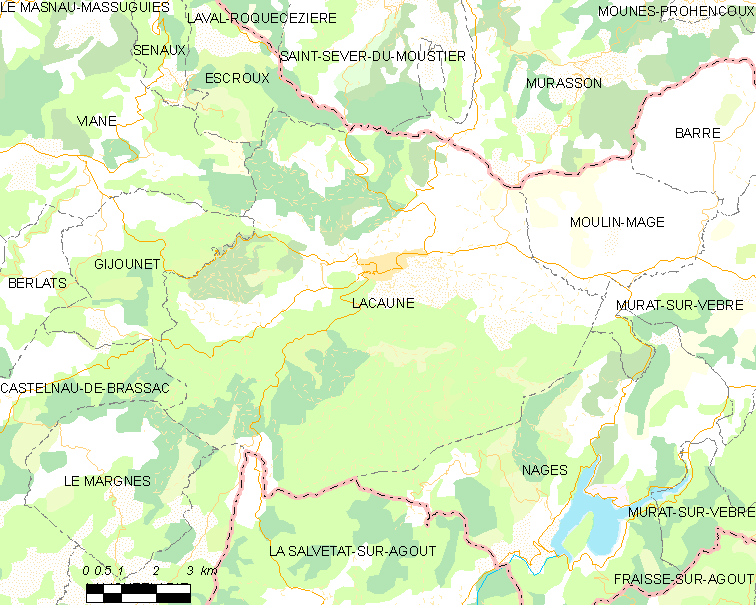
Mapa